# William Humphreys (cầu thủ bóng đá)
William Humphreys là một cầu thủ bóng đá người Anh thi đấu ở vị trí tiền đạo.

## Sự nghiệp
Sinh ra ở St Helens, Humphreys kí hợp đồng với Bradford City vào tháng 9 năm 1931 sau khi thi đấu bóng đá nghiệp dư, rời câu lạc bộ năm 1932. Trong thời gian với Bradford City ông có một trận ra sân ở Football League.